# 소가이촌
소가이촌(일본어: 曽我井村)은 일본 교토부 아마타군에 있던 촌이다. 현재의 후쿠치야마시 중심부의 남반에 해당한다.

## 역사
- 1889년 4월 1일 - 정촌제 시행에 의해 4촌의 구역을 가지고 성립하였다.
- 1918년 4월 1일 - 후쿠치야마정에 편입, 동일 소가이촌은 폐지되었다.

## 교통

### 철도
- 일본 철도성
  - 산인 본선
  - 후쿠치야마선

### 도로
- 국도 제9호선

## 참고문헌
- 角川日本地名大辞典 26 京都府